# Чемпіонат України з футболу серед жінок 2013: вища ліга
Чемпіонат України з футболу серед жінок 2012: вища ліга — 22-й чемпіонат України з футболу, який проводився серед жіночих колективів. Турнір стартував 25 квітня, а завершився 17 жовтня 2012 року. Звання чемпіона України втретє поспіль завоював харківський «Житлобуд-1», який зумів перемогти у всіх 14 матчах календаря. Найкращим бомбардиром чемпіонату вдруге поспіль стала нападниця чемпіонок Ольги Овдійчук, яка в 13 матчах відзначилася 17 голами (на 1 гол менше, ніж в минулому сезоні).

## Учасники
У чемпіонаті 2013 року виступали 8 команд. У порівнянні з минулим сезоном, кількість команд-учасниць не змінилася.
| Клуб         | Місто                         |
| ------------ | ----------------------------- |
| Атекс        | Київ                          |
| Донеччанка   | Донецьк                       |
| Житлобуд-1   | Харків                        |
| Житлобуд-2   | Харків                        |
| Іллічівка    | Маріуполь                     |
| Легенда-ШВСМ | Чернігів                      |
| Нафтохімік   | Калуш                         |
| Родина-Ліцей | Костопіль, Рівненська область |

## Турнірна таблиця
| М | Команда                    | І  | В  | Н | П  | РМ    | О  |
| - | -------------------------- | -- | -- | - | -- | ----- | -- |
| 1 | «Житлобуд-1» (Харків)*     | 14 | 14 | 0 | 0  | 67−8  | 42 |
| 2 | «Легенда-ШВСМ» (Чернігів)  | 14 | 9  | 2 | 3  | 38−17 | 29 |
| 3 | «Донеччанка» (Донецьк)     | 14 | 9  | 0 | 5  | 47−18 | 27 |
| 4 | «Нафтохімік» (Калуш)       | 14 | 7  | 1 | 6  | 21−22 | 22 |
| 5 | «Житлобуд-2» (Харків)      | 14 | 5  | 2 | 7  | 22−35 | 17 |
| 6 | «Іллічівка» (Маріуполь)    | 14 | 4  | 1 | 9  | 19−30 | 13 |
| 7 | «Родина-Ліцей» (Костопіль) | 14 | 3  | 1 | 10 | 15−54 | 10 |
| 8 | «Атекс» (Київ)             | 14 | 1  | 1 | 12 | 6−45  | 4  |

Примітка: * Кваліфікаційний раунд Ліги чемпіонів УЄФА

## Результати матчів
Команда «Нафтохімік» (Калуш) не грала в турах №№ 8, 10, 12-14. Її соперники отримали технічні перемоги.
| Команда                       | ЖБ1 | ЛЕГ | ДОН | НАФ | ЖБ2 | ІЛЧ | РОД | АТЕ  |
| ----------------------------- | --- | --- | --- | --- | --- | --- | --- | ---- |
| 1. «Житлобуд-1» (Харків)      |     | 4:0 | 3:0 | 3:0 | 5:0 | 6:1 | 6:1 | 11:0 |
| 2. «Легенда-ШВСМ» (Чернігів)  | 0:2 |     | 2:0 | +:- | 2:2 | 3:0 | 8:0 | 5:1  |
| 3. «Донеччанка» (Донецьк)     | 2:3 | 4:2 |     | +:- | 7:0 | 2:0 | 9:1 | 7:0  |
| 4. «Нафтохімік» (Калуш)       | -:+ | 1:1 | 2:1 |     | 4:0 | 2:0 | 1:0 | -:+  |
| 5. «Житлобуд-2» (Харків)      | 1:4 | 0:2 | 2:1 | +:- |     | 1:1 | 1:2 | 3:1  |
| 6. «Іллічівка» (Маріуполь)    | 0:3 | 2:5 | 0:1 | 2:5 | 2:0 |     | +:- | 4:0  |
| 7. «Родина-Ліцей» (Костопіль) | 2:8 | 1:4 | 2:6 | 0:2 | 2:4 | 2:1 |     | 2:1  |
| 8. «Атекс» (Київ)             | 1:6 | 0:1 | 1:4 | 0:4 | 2:5 | 0:3 | 0:0 |      |

## Найкращі бомбардири
| # | Футболіст         | Команда                   | Голи (пен.) | Матчі |
| - | ----------------- | ------------------------- | ----------- | ----- |
| 1 | Ольга Овдійчук    | «Житлобуд-1» (Харків)     | 17          | 13    |
| 2 | Ганна Вороніна    | «Донеччанка» (Донецьк)    | 16          | 13    |
| 3 | Ганна Мозольська  | «Житлобуд-1» (Харків)     | 15          | 12    |
| 4 | Яна Калініна      | «Житлобуд-2» (Харків)     | 10          | 12    |
| 5 | Таїсія Нестеренко | «Житлобуд-1» (Харків)     | 10          | 11    |
| 6 | Таміла Хімич      | «Легенда-ШВСМ» (Чернігів) | 8           | 13    |
| 7 | Альона Ковтун     | «Донеччанка» (Донецьк)    | 8           | 13    |